# Linyphantes natches
Linyphantes natches là một loài nhện trong họ Linyphiidae.
Loài này thuộc chi Linyphantes. Linyphantes natches được Ralph Vary Chamberlin & Wilton Ivie miêu tả năm 1942.